# تپه میانی قره بوتا
تپه میانی قره بوتا در شهرستان خدابنده، بخش سجاسرود، روستای احمد حصاری واقع شده و این اثر در تاریخ ۷ مهر ۱۳۸۱ با شمارهٔ ثبت ۶۳۸۵ به‌عنوان یکی از آثار ملی ایران به ثبت رسیده است.